# Zavrh, Šmarjeta v Rožu
Zavrh (nemško Hintergupf) je naselje v Občini Šmarjeta v Rožu v Okraju Celovec-dežela na Koroškem v Avstriji.